# دانشگاه سوانسی
دانشگاه سوانسی (انگلیسی: Swansea University) یک دانشگاه پژوهشی دولتی است. این دانشگاه در شهر سوانزی، در کشور ولز از کشورهای متحد پادشاهی بریتانیا واقع شده‌است. دانشگاه سوانسی در سال ۱۹۲۰م، به عنوان چهارمین کالج دانشگاه ولز، زیر نام کالج دانشگاه سوانسی پایه‌گذاری شد. در سال ۱۹۹۶م، در پی تغییر در تشکیلات دانشگاه ولز، نام کالج به دانشگاه ولز، سوانسی تبدیل شد. در اول سپتامبر سال ۲۰۰۷م، وقتی دانشگاه ولز که تا آن زمان، مسئولیت برگزاری امتحانات را بر عهده داشت از عضویت دانشگاه‌های بریتانیا خارج و به یک مؤسسه مستقل تبدیل شد، کالجهای وابسته به دانشگاه ولز، از جمله کالج دانشگاه ولز، که سابقاً عهده‌دار تدریس بودند، هر یک به یک دانشگاه تبدیل شده و نام دانشگاه سوانسی، رسمیت یافت.
دانشگاه سوانسی در ۲ پردیس که در خط ساحلی خلیج سوانسی واقع شده‌اند، دارای ۸ کالج دانشگاهی است. این دانشگاه از نظر تعداد دانشجو سومین دانشگاه بزرگ ولز است. در سال ۲۰۱۵م، دانشگاه سوانسی، مشغول آموزش حدود ۲۰۳۷۵ دانشجو در مقاطع ۳۳۰ رشته کارشناسی و ۱۲۰ رشته کارشناسی ارشد، بوده‌است.این دانشگاه رشد بسیار سریعی در پیشرفت تحقیقات در کل بریتانیا را داشته و کمتر از دو سال رتبه این دانشگاه از ۸۹۶ به ۴۲۶ رسید.